# Medasina subpicaria
Medasina subpicaria är en fjärilsart som beskrevs av Louis Beethoven Prout 1915. Medasina subpicaria ingår i släktet Medasina och familjen mätare. Inga underarter finns listade i Catalogue of Life.